# Atletica leggera ai Giochi Interalleati
Le gare di atletica leggera dei Giochi Interalleati si tennero dal 22 giugno al 6 luglio 1919 a Parigi, presso lo stadio Pershing.
Furono assegnati 21 titoli in altrettante specialità, tutte al maschile.

## Risultati
| Specialità              | Oro             | Risultato | Argento                                | Risultato | Bronzo              | Risultato |
| ----------------------- | --------------- | --------- | -------------------------------------- | --------- | ------------------- | --------- |
| 100 m                   | Charley Paddock | 10"4/5    | Edward Teschner                        | s/t       | Army Howard         | s/t       |
| 200 m                   | Charley Paddock | 21"3/5    | Edward Teschner                        | s/t       | John Lindsay        | s/t       |
| 400 m                   | Earl Eby        | 50"0      | Phil Spink                             | s/t       | James Wilton        | s/t       |
| 800 m                   | Daniel Mason    | 1'55"2/5  | Earl Eby                               | s/t       | Phil Spink          | s/t       |
| 1500 m                  | Clyde Stout     | 4'05"3/5  | Henri Arnaud                           | s/t       | H. Lapierre         | s/t       |
| 16 km (strada)          | Jean Vermeulen  | 55'11"4/5 | Frederick Faller                       | s/t       | Danton Heuet        | s/t       |
| Corsa campestre (10 km) | Jean Vermeulen  | 31'38"4/5 | Auguste Broos                          | s/t       | Gaston Heuet        | s/t       |
| 110 m ostacoli          | Robert Simpson  | 15"1/5    | Fred Kelly                             | s/t       | Harry Wilson        | s/t       |
| 200 m ostacoli          | Robert Simpson  | 25"8      | William Sylvester                      | s/t       | Meredith House      | s/t       |
| Salto in alto           | Clinton Larsen  | 1,864 m   | André Labat Carl Rice Robert Templeton | 1,825 m   | -                   | -         |
| Salto in lungo          | Solomon Butler  | 7,557 m   | Harry Worthington                      | 7,26 m    | Leo Johnson         | 6,62 m    |
| Salto in lungo da fermo | William Taylor  | 3,40 m    | James Humphries                        | 3,27 m    | Émile Moreau        | 3,10 m    |
| Salto triplo            | Herbert Prem    | 14,08 m   | Charles Bender                         | 13,54 m   | John Madden         | 13,48 m   |
| Salto con l'asta        | Florin Floyd    | 3,675 m   | Lucius Ervin                           | 3,575 m   | Robert Harwood      | 3,45 m    |
| Getto del peso          | Edward Caughey  | 13,776 m  | Harry Liversedge                       | 13,58 m   | Wallace Maxfield    | 12,87 m   |
| Lancio del disco        | Charles Higgins | 40,883 m  | Richard Byrd                           | 40,04 m   | James Duncan        | 36,11 m   |
| Lancio del giavellotto  | George Bronder  | 55,82 m   | Harry Liversedge                       | 53,87 m   | Eustathios Zirganos | 48,69 m   |
| Lancio della bomba      | Fred Thomson    | 74,93 m   | Harrison Thomson                       | 73,91 m   | D.C. Wycavage       | 66,55 m   |
| Pentathlon              | Robert LeGendre | 461,0 p.  | Eugene Vidal                           | 431,2 p.  | André Georges       | 398,4 p.  |
| Staffetta 4×200 metri   | Stati Uniti     | 1'30"4/5  | Canada                                 | s/t       | Australia           | s/t       |
| Staffetta 4×400 metri   | Stati Uniti     | 3'28"4/5  | Australia                              | s/t       | Francia             | s/t       |